# رادیو تلسکوپ ساردینیا
رادیو تلسکوپ ساردینیا به اختصار SRT یک رادیو تلسکوپ بزرگ، کاملاً قابل هدایت است که ساخت آن در سال ۲۰۱۱ تکمیل شده‌است و در نزدیکی سن باسیلیو استان کالیاری واقع در جزیره ساردینیا ایتالیا قرار دارد. تکمیل ساخت این پروژه یک همکاری بین مؤسسه دی رادیواسترونومی دی بولونیا، رصدخانه کالیاری (کالیاری) و رصد خانه نجوم آرکری (فلورانس) هست.
نکات تکنیکی و اساسی این سازه عبارتند از:
- مجهز به یک آینه اصلی ۶۴ متری و یک آینه فرعی ۷٫۹ متری؛
- مجهز به پیکربندی گرگوریان تلسکوپ با سطحی صاف؛
- مجهز به سطح فعال: آینه اصلی تنظیم شونده با کمک عملگرهای مکانیکی ۱۱۱۶؛
- پوشش مداوم فرکانس ۰٫۳–۱۱۵ گیگاهرتز؛
- دارای سه نقطه کانونی اصلی: اولیه، گرگوریان و پرتو موج‌بر (Beam Wave Guide)؛
- دقت سطح اولیه: ≈۱۵۰μm مقدار مؤثر؛
- حداکثر بازده آنتن: ≈۶۰٪؛
- دقت اشاره مقدار مؤثر: ۲–۵ آرک‌سکانت.